# Billardiera nesophila
Billardiera nesophila är en tvåhjärtbladig växtart som beskrevs av L.W.Cayzer och D.L.Jones. Billardiera nesophila ingår i släktet Billardiera och familjen Pittosporaceae. Inga underarter finns listade.